# NASCAR Grand National Series 1967
De NASCAR Grand National Series 1967 was het 19e seizoen van het belangrijkste NASCAR kampioenschap dat in de Verenigde Staten gehouden wordt. Het seizoen startte op 13 november 1966 met de Augusta 300 en eindigde op 5 november 1967 met de Western North Carolina 500. Richard Petty won het kampioenschap voor de tweede keer in zijn carrière.

## Races
Top drie resultaten.
| '  | Datum        | Race                       | Circuit                         | Winnaar          | Tweede          | Derde            |
| 1  | 13 november  | Augusta 300                | Augusta Speedway                | Richard Petty    | Paul Lewis      | David Pearson    |
| 2  | 22 januari   | Motor Trend 500            | Riverside International Raceway | Parnelli Jones   | Paul Goldsmith  | Norm Nelson      |
| 3  | 24 februari  | Daytona 500 Qualifier #1   | Daytona International Speedway  | LeeRoy Yarbrough | A.J. Foyt       | Paul Goldsmith   |
| 4  | 24 februari  | Daytona 500 Qualifier #2   | Daytona International Speedway  | Fred Lorenzen    | Darel Dieringer | Cale Yarborough  |
| 5  | 26 februari  | Daytona 500                | Daytona International Speedway  | Mario Andretti   | Fred Lorenzen   | James Hylton     |
| 6  | 5 maart      | Fireball 300               | Asheville-Weaverville Speedway  | Richard Petty    | Darel Dieringer | Bobby Allison    |
| 7  | 19 maart     | Southeastern 400           | Bristol Motor Speedway          | David Pearson    | Cale Yarborough | Darel Dieringer  |
| 8  | 25 maart     | Greenville 200             | Greenville-Pickens Speedway     | David Pearson    | Jim Paschal     | John Sears       |
| 9  | 27 maart     | Race 9                     | Bowman Gray Stadium             | Bobby Allison    | Richard Petty   | John Sears       |
| 10 | 2 april      | Atlanta 500                | Atlanta Motor Speedway          | Cale Yarborough  | Dick Hutcherson | Buddy Baker      |
| 11 | 6 april      | Columbia 200               | Columbia Speedway               | Richard Petty    | Jim Paschal     | Dick Hutcherson  |
| 12 | 9 april      | Hickory 250                | Hickory Motor Speedway          | Richard Petty    | Dick Hutcherson | James Hylton     |
| 13 | 16 april     | Gwyn Staley 400            | North Wilkesboro Speedway       | Darel Dieringer  | Cale Yarborough | Dick Hutcherson  |
| 14 | 23 april     | Virginia 500               | Martinsville Speedway           | Richard Petty    | Cale Yarborough | J.T. Putney      |
| 15 | 28 april     | Race 15                    | Savannah Speedway               | Bobby Allison    | Richard Petty   | Jim Paschal      |
| 16 | 30 april     | Richmond 250               | Richmond International Raceway  | Richard Petty    | Bobby Allison   | Dick Hutcherson  |
| 17 | 13 mei       | Rebel 400                  | Darlington Raceway              | Richard Petty    | David Pearson   | Dick Hutcherson  |
| 18 | 19 mei       | Beltsville 200             | Beltsville Speedway             | Jim Paschal      | Richard Petty   | Bobby Allison    |
| 19 | 20 mei       | Tidewater 250              | Langley Field Speedway          | Richard Petty    | Bobby Allison   | James Hylton     |
| 20 | 28 mei       | World 600                  | Charlotte Motor Speedway        | Jim Paschal      | David Pearson   | Bobby Allison    |
| 21 | 2 juni       | Asheville 300              | New Asheville Speedway          | Jim Paschal      | Donnie Allison  | Richard Petty    |
| 22 | 6 juni       | Macon 300                  | Middle Georgia Raceway          | Richard Petty    | James Hylton    | Elmo Langley     |
| 23 | 8 juni       | East Tennessee 200         | Smoky Mountain Raceway          | Richard Petty    | Jim Paschal     | Dick Hutcherson  |
| 24 | 10 juni      | Race 24                    | Fairgrounds Raceway             | Bobby Allison    | Jim Paschal     | Richard Petty    |
| 25 | 18 juni      | Carolina 500               | North Carolina Speedway         | Richard Petty    | Buddy Baker     | Dick Hutcherson  |
| 26 | 24 juni      | Pickens 200                | Greenville-Pickens Speedway     | Richard Petty    | Dick Hutcherson | Elmo Langley     |
| 27 | 27 juni      | Race 27                    | Montgomery Speedway             | Jim Paschal      | Richard Petty   | Bobby Allison    |
| 28 | 4 juli       | Firecracker 400            | Daytona International Speedway  | Cale Yarborough  | Dick Hutcherson | Darel Dieringer  |
| 29 | 9 juli       | Northern 300               | Trenton Speedway                | Richard Petty    | Darel Dieringer | Jim Paschal      |
| 30 | 11 juli      | Maine 300                  | Oxford Plains Speedway          | Bobby Allison    | Richard Petty   | Jim Paschal      |
| 31 | 13 juli      | Race 31                    | Fonda Speedway                  | Richard Petty    | Bobby Allison   | G.C. Spencer     |
| 32 | 15 juli      | Islip 300                  | Islip Speedway                  | Richard Petty    | James Hylton    | G.C. Spencer     |
| 33 | 23 juli      | Volunteer 500              | Bristol Motor Speedway          | Richard Petty    | Dick Hutcherson | Darel Dieringer  |
| 34 | 27 juli      | Smokey Mountain 200        | Smoky Mountain Raceway          | Dick Hutcherson  | Richard Petty   | Jim Hunter       |
| 35 | 29 juli      | Nashville 400              | Music City Motorplex            | Richard Petty    | James Hylton    | John Sears       |
| 36 | 6 augustus   | Dixie 500                  | Atlanta Motor Speedway          | Dick Hutcherson  | Paul Goldsmith  | LeeRoy Yarbrough |
| 37 | 12 augustus  | Myers Brothers 250         | Bowman Gray Stadium             | Richard Petty    | Jim Paschal     | Bobby Allison    |
| 38 | 17 augustus  | Sandlapper 200             | Columbia Speedway               | Richard Petty    | John Sears      | Elmo Langley     |
| 39 | 25 augustus  | Race 39                    | Savannah Speedway               | Richard Petty    | Elmo Langley    | Tom Pistone      |
| 40 | 4 september  | Southern 500               | Darlington Raceway              | Richard Petty    | David Pearson   | G.C. Spencer     |
| 41 | 8 september  | Buddy Shuman 250           | Hickory Motor Speedway          | Richard Petty    | Jack Ingram     | Jim Paschal      |
| 42 | 10 september | Capital City 300           | Richmond International Raceway  | Richard Petty    | Dick Hutcherson | Paul Goldsmith   |
| 43 | 15 september | Maryland 300               | Beltsville Speedway             | Richard Petty    | Bobby Allison   | Jim Paschal      |
| 44 | 17 september | Hillsboro 150              | Occoneechee Speedway            | Richard Petty    | Dick Hutcherson | Buddy Baker      |
| 45 | 24 september | Old Dominion 500           | Martinsville Speedway           | Richard Petty    | Dick Hutcherson | David Pearson    |
| 46 | 1 oktober    | Wilkes 400                 | North Wilkesboro Speedway       | Richard Petty    | Dick Hutcherson | LeeRoy Yarbrough |
| 47 | 15 oktober   | National 500               | Charlotte Motor Speedway        | Buddy Baker      | Bobby Isaac     | Dick Hutcherson  |
| 48 | 29 oktober   | American 500               | North Carolina Speedway         | Bobby Allison    | David Pearson   | Paul Goldsmith   |
| 49 | 5 november   | Western North Carolina 500 | Asheville-Weaverville Speedway  | Bobby Allison    | Richard Petty   | David Pearson    |

## Eindstand - Top 10
| 1  | Richard Petty   | 42472 |
| 2  | James Hylton    | 36444 |
| 3  | Dick Hutcherson | 33658 |
| 4  | Bobby Allison   | 30812 |
| 5  | John Sears      | 29078 |
| 6  | Jim Paschal     | 27624 |
| 7  | David Pearson   | 26302 |
| 8  | Neil Castles    | 23218 |
| 9  | Elmo Langley    | 22286 |
| 10 | Wendell Scott   | 20700 |